# Giovanni Monti
 (décembre 2022).
Giovanni Monti, né le 7 mai 1765 et décédé le 1er juin 1825, est un peintre paysagiste italien, principalement actif à Ferrare et à Rome. Il est né à Maiano, près de Fusignano, et est un neveu du poète Vincenzo Monti[source insuffisante]. 
Certaines de ses œuvres ont été acquises par l'Université de Ferrare, et deux petits tondi de Monti ont été inclus dans la collection Costabili. Il ne doit pas être confondu avec deux peintres italiens antérieurs, Giovanni Battista Monti de Gênes (décédé en 1657) ou Giovanni Giacomo Monti de Bologne (né en 1692)[source insuffisante].